# Ralph Gore (1er comte de Ross)
Ralph Gore, 1er comte de Ross (23 novembre 1725 - septembre 1802) connu sous le nom de Ralph Gore, 6e baronnet de 1746 à 1764, puis Lord Gore jusqu'en 1768, puis vicomte Belleisle jusqu'en 1772 est un militaire irlandais, homme politique et un pair.

## Biographie
Né à Belle Isle Castle, il est le deuxième fils de Ralph Gore (4e baronnet) et sa deuxième épouse, Elizabeth, fille unique de St Georges Ashe (en), alors évêque de Clogher. Il fait ses études au Trinity College de Dublin et, en 1744, il achète une lieutenance au sein du 33e Régiment de fantassins. En 1746, il succède à son frère aîné, St George, comme baronnet.

## Carrière militaire
Au milieu de la guerre de Succession d'Autriche, il rejoint le régiment en Flandre en 1745 et reprend une compagnie. À la bataille de Fontenoy le 11 mai, il est touché au bras droit par un tir, mais il a vite récupéré. Au cours de la bataille de Lauffeld le 2 juillet 1747, tous ses officiers supérieurs sont tués ou gravement blessés. Le commandement du bataillon revient alors à Gore, dont les performances sont si bonnes qu'il reçoit le lendemain les remerciements du commandant britannique William Augustus de Cumberland.
En 1760, il lève le 92e Régiment d'infanterie (Donegal Light Infantry) et en devient lieutenant-colonel jusqu'à la dissolution du régiment trois ans plus tard. Il est promu colonel en 1772 et major général en 1777. Deux ans plus tard, il est admis à l'état-major irlandais et en 1781, il obtient le grade de colonel du 32nd (Cornwall) Regiment of Foot. L'année suivante, il est nommé lieutenant-général et, en l'absence de Sir William Augustus Pitt (en), en 1788, il est Commandant en chef par intérim de l'Irlande. Gore est promu général en 1796.

## Carrière politique
En 1747, Gore entre à la Chambre des communes irlandaise, siégeant pour le comté de Donegal, que son père et son frère ont représenté auparavant, jusqu'en 1764. Le 30 juin 1764, il est anobli sous le titre de baron Gore dans la pairie d'Irlande, de Manor Gore, dans le comté de Donegal. Il siège à la Chambre des lords irlandaise en 1767 et est créé vicomte Belleisle, de Belleisle, dans le comté de Fermanagh le 25 août 1768. Il est finalement nommé comte de Ross, dans le comté de Fermanagh, le 4 janvier 1772. Il est haut-shérif du Donegal en 1755 et haut-shérif de Fermanagh en 1760.

## Famille
Le 23 février 1754, il épouse d'abord Katherine, fille aînée de William James Conolly. Après sa mort en 1771, Gore se remarie avec Alicia Clements, plus jeune fille de Nathaniel Clements le 22 août 1773. Son fils unique par son second mariage, est décédé avant lui en 1789. Alicia est morte en 1795 et est enterrée comme son fils à Clifton Church à Bristol. Gore lui a survécu jusqu'en 1802 et est remplacé comme baronnet par son neveu Ralph; ses autres titres s'éteignent.